# Meadow Bridge
Meadow Bridge est une ville américaine située dans le comté de Fayette en Virginie-Occidentale.
Selon le recensement de 2010, Meadow Bridge compte 379 habitants. La municipalité s'étend sur 0,41 milles carrés (1,06 km2).
La ville est d'abord nommée Clute, en référence à son premier receveur des postes, Theodore Clute. Elle prend par la suite le nom de Meadow Bridge quand un pont (bridge en anglais) est construit sur le ruisseau Meadow Creek, au lieu-dit The Little Meadows (« les petits champs », « le petits prés » en français). Meadow Bridge devient une municipalité en 1920.
L'économie de la ville est principalement tournée vers l'agriculture.